# Celtic Thunder: Storm
Storm es el séptimo álbum de estudio del conjunto musical irlandés Celtic Thunder lanzado oficialmente el 20 de septiembre de 2011 por Decca Records.
Los vocalistas en esta séptima producción oficial de estudio son George Donaldson, Ryan Kelly, Damian McGinty, Keith Harkin, Paul Byrom, Neil Byrne.

## Lista de temas[1]
| Storm |                                 |                                                      |          |  |
| N.º   | Título                          | Intérprete(s)                                        | Duración |  |
| 1.    | «New Day Dawning»               | Donaldson / Kelly / McGinty / Harkin / Byrom / Byrne | 3:56     |  |
| 2.    | «Outside Looking In»            | Kelly / Caroline Torti                               | 3:49     |  |
| 3.    | «When You Are 18»               | Damian McGinty                                       | 3:17     |  |
| 4.    | «Life in the Old Dog Yet»       | George Donaldson                                     | 3:31     |  |
| 5.    | «Not the One»                   | Paul Byrom                                           | 4:01     |  |
| 6.    | «Stand and Deliver»             | Keith Harkin                                         | 3:52     |  |
| 7.    | «The Highwayman»                | Deirdre Shannon                                      | 3:23     |  |
| 8.    | «Lagan Love»                    | Donaldson / McGinty / Byrom / Byrne                  | 3:16     |  |
| 9.    | «Midnight Well»                 | Ryan Kelly                                           | 3:39     |  |
| 10.   | «Shadows Dancing»               | Charley Bird                                         | 3:27     |  |
| 11.   | «Harry’s Game»                  | Deirdre Shannon                                      | 2:48     |  |
| 12.   | «Tender is the Night»           | Byrom / Deirdre Shannon                              | 4:23     |  |
| 13.   | «This Was My Life»              | George Donaldson                                     | 4:18     |  |
| 14.   | «Look at Me»                    | McGinty / Harkin                                     | 3:36     |  |
| 15.   | «Hail the Hero (Mo Ghile Mear)» | Donaldson / Kelly / McGinty / Harkin / Byrom / Byrne | 2:56     |  |
| 54:07 |                                 |                                                      |          |  |